# Фуггер, Якоб Старший
Якоб Фуггер (1398 в Аугсбурге — 1469 в Аугсбурге) был германским мастером-ткачом, городским советником и торговцем, и является одним из основателей династии Фуггеров. позже он стал известен как Якоб Старший, чтобы его можно было отличить от его сына Якоба, который впоследствии взял на себя управление компанией отца и сделал её самым большим и богатейшим торговым домом Европы в те времена.

## Жизнь
Отец Якоба — Ганс Фуггер, пришел в свободный город Аугсбург из Грабена (Бавария) в качестве ткача в 1367 году. Благодаря тяжёлому и упорному труду и двум бракам, Ганс оставил в наследство после своей смерти в 1408 году большое состояние. Его жена Элизабет Гфаттераман (англ. Elisabeth Gfattermann) управляла бизнесом (со стороны ткачества и торговли текстилем) вплоть до своей смерти в 1436 году. В этих областях ей помогали сыновья Андреас и Якоб, который также был подмастерьем у ювелира. Совместно эти трое создали процветающий семейный бизнес, и за первые три десятилетия 15го века сделали значительное состояние.
После смерти своей матери Андреас взял управление семейным бизнесом вплоть до 1454 года, затем компанию разделили, и Якоб взял свою часть компании и стал самостоятельно управлять, и за 8 лет до своей смерти стал одним из 12 богатейших жителей Аугсбурга.

## Семейная жизнь
Якоб женился на Барбаре Басингер 13 апреля 1441 года, дочери минцмейстера Франца Басингера. У них было одиннадцать детей, включая Ульриха Старшего, Георга и Якоба.

## Генеалогическое древо
| Якоб Старший фон Лилия (von der Lilie) (1398—1469) |

| Ульрих Старший (1441—1510) |

| Георг (1453—1506) |

| Якоб Богатый (1459—1525) |

| Ульрих Младший (1490—1525) |

| Раймунд (1489—1535) |

| Антон (1493—1560) |

| Ганс Якоб (1516—1575) |

| Георг (1518—1569) |

| Ульрих (1526—1584) |

| Маркус (1529—1597) |

| Ганс (1531—1598) |

| Якоб (1542—1598) |

| Зигмунд (ум. 1600) |

| Филипп Эдуард (1546—1618) |

| Октавиан Секундус (1549—1600) |

| Кристоф (1566—1615) |

| Якоб (1567—1626) епископ Констанца |

| Генрик Мария (1886—1959) |